# (1524) Joensuu
(1524) Joensuu – planetoida z pasa głównego asteroid okrążająca Słońce w ciągu 5 lat i 179 dni w średniej odległości 3,11 au. Została odkryta 18 września 1939 roku w Obserwatorium Iso-Heikkilä w Turku przez Yrjö Väisälä. Nazwa planetoidy pochodzi od Joensuu, miasta w Finlandii. Przed nadaniem nazwy planetoida nosiła oznaczenie tymczasowe (1524) 1939 SB.